# Tredington (Warwickshire)
Tredington est un village et une paroisse civile du Warwickshire, en Angleterre.